# Prelude voor solo klarinet
De Prelude voor solo klarinet werd gecomponeerd door Krzysztof Penderecki in 1987. Het werk is geschreven voor de viering van de veertigste verjaardag van collega-componist Paul Patterson. De prelude is geschreven in het tempo Lento sostenuto; een technische passage zoals een cadens ontbreekt.

## Bron en discografie
- Uitgave Naxos; Michel Lethiec, klarinet.